# 天堂镇 (岳西县)
天堂镇，是中华人民共和国安徽省安庆市岳西县下辖的一个乡镇级行政单位。

## 行政区划
天堂镇下辖以下地区：
城东社区、城南社区、城西社区、城北社区、东山社区、回龙社区、余安村、叶畈村、木冲村和石桥村。